# Pteridothrips pteridicola
Pteridothrips pteridicola är en insektsart som först beskrevs av Heinrich Hugo Karny 1914.  Pteridothrips pteridicola ingår i släktet Pteridothrips, och familjen smaltripsar. Arten är reproducerande i Sverige.